# Spicara
Spicara són un gènere de peixos de la família dels centracàntids.

## Taxonomia
Hi ha set espècies reconegudes:
- Spicara alta (Osório, 1917)[1]
- Spicara australis (Regan, 1921)[2]
- Spicara axillaris (Boulenger, 1900)[3]
- Spicara maena - xucla, xucla vera, caua, gerla, gerret, gerret imperial o mata-soldats (Linnaeus, 1758)[4]
  - Spicara maena flexuosa (Rafinesque, 1810)
  - Spicara maena maena (Linnaeus, 1758)
- Spicara martinicus (Valenciennes, 1830)[5]
- Spicara melanurus (Valenciennes, 1830)[5]
- Spicara nigricauda (Norman, 1931)[6]
- Spicara smaris - gerret, xucla, xucla blanca, gerret pàmfil, gerret bord, o reget (Linnaeus, 1758)[4][7][8][9][10]